# جولین پریستر
جولین پریستر (انگلیسی: Julian Priester؛ زادهٔ ۲۹ ژوئن ۱۹۳۵) موسیقی‌دان، آهنگساز و نوازنده ترومبون اهل ایالات متحده آمریکا است.